# 台灣水韭
臺灣水韭（學名：Isoetes taiwanensis），臺灣話稱為水韭菜（Tsuí-kú-tshài），是水韭屬的一種多年沉水、挺水或陸生之水生草本植物，分佈於陽明山國家公園七星山的夢幻湖，是台灣唯一一種水韭屬物種，在1971年由徐國士及張惠珠首次發現。為臺灣特有種的稀有植物，大約於5000年前就出現在夢幻湖之中，是一種非常稀有的水生石松門植物。這是全球七十多種的水韭科植物之中，生長倒數第二接近赤道的植物。
最早起源於距今約2.5億年前的三疊紀早期，同時也是一種活化石植物。其相近親緣植物均盛產於恐龍稱霸的白堊紀時代，距今約6550萬年至1億4550萬年前，如Isoetites、Nathorstiana和Stylits現均已滅絕，獨留低矮草狀的水韭至今，故在植物分類學及演化學的研究上具有相當重要之地位。有孢子，但沒有種子、花粉和果實。

## 器官特徵
莖高約 5~15 公分，球莖短，且具三至四個突起。根生長在水底泥地。葉小且細長，大約長5~25公分，只具有單脈。因生長在泥地，通氣組織發達。常常叢生在一起，約為15~90片，沉水浮水皆有。葉片上面部分扁平，下面部分呈現圓形。葉尖有散生氣孔，葉舌呈長三角形，而基部的外緣則有薄膜。葉膜退化或僅覆蓋孢子囊頂部。孢子囊生於葉子基部的內側，有大小之分。大的呈現卵囊形，潮濕時呈現灰白色，但乾燥時呈現白色；小的則是灰色，橢圓形。

## 變種
該種有兩個變種：臺灣水韭（學名：Isoetes taiwanensis var. taiwanensis）和金門水韭（學名：Isoetes taiwanensis var. kinmenensis）。

## 危機
由於夢幻湖處於湖泊演化階段後期的沉積時期，逐漸陸化，不少陸生植物已經開始入侵夢幻湖之中。而這些入侵之陸生植物除了彼此抑制對方的生長之外，當然也抑制了屬於水生植物的台灣水韭之生長。實驗發現，夢幻湖之優勢陸生植物體的萃取液具有抑制台灣水韭的孢子萌芽之現象存在。透過人工移除入侵之陸生植被的方式，已經有不少台灣水韭於原棲地恢復了部分的生長量。而不只台灣水韭，其他的水生族群如穀精草、小莕菜等，也都有恢復族群數量的情形出現。由此可見不過當之棲地管理對於整個溼地之中物種的保育是有一定的幫助。

## 擴展閱讀
維基物種上的相關：台湾水韭